# Райделл, Бобби
Бобби Райделл (англ. Bobby Rydell), настоящее имя Роберт Луис Ридарелли (англ. Robert Louis Ridarelli; 26 апреля 1942, Филадельфия, Пенсильвания — 5 апреля 2022, Абингтон, Пенсильвания) — американский певец и актёр, кумир подростков начала 1960-х годов. После первого успеха в американских чартах с «Kissing Time» (#11, Billboard Hot 100), Райделл ещё 13 раз входил в Billboard Hot 100 Top 20, наивысшего результата добившись с синглом «Wild Ones» (#2, 1960). Участие в фильме «Bye Bye Birdie» (1963) также способствовало росту его популярности.
Райделл продолжал активно выступать в ночных клубах и ресторанах в 1970—1980-х годах. В последнее время он нередко давал сольные концерты и выступал в составе трио The Golden Boys — вместе с Фрэнки Авалоном и Фабианом.

## Дискография

### Альбомы (избранное)
- 1961 — Bobby’s Biggest Hits (#12 Billboard 200)
- 1961 — Rydell At The Copa (# 56)
- 1962 — All The Hits (# 88)
- 1962 — Bobby Rydell/Chubby Checker (# 7)
- 1963 — Bobby Rydell/Biggest Hits, Volume 2 (# 61)
- 1964 — Forget Him (# 98)
- 1964 — The Top Hits of 1963 (# 67)[5]

### Синглы (избранное)
- 1959 — I Dig Girls (#46, Billboard Hot 100)
- 1959 — Kissin' Time (# 11)
- 1959 — We Got Love (#6)
- 1960 — Ding-A-Ling (#18)
- 1960 — Little Bitty Girl (#19)
- 1960 — Sway (#14)
- 1960 — Swingin' School (#5)
- 1960 — Volare (#4)
- 1960 — Wild One (#2)
- 1961 — Good Time Baby (#11)
- 1961 — I Wanna Thank You (#21)
- 1961 — The Fish (#25)
- 1962 — I’ll Never Dance Again (#14)
- 1962 — I’ve Got Bonnie (#18)
- 1962 — The Cha-Cha-Cha (#10)
- 1963 — Butterfly Baby (#23)
- 1963 — Wildwood Days (#17)
- 1964 — Forget Him (#4)
- 1964 — Make Me Forget (#43)